# Красные дьяволята (повесть)
«Кра́сные дьяволя́та» (другое название «Охо́та за голубо́й лиси́цей») — революционно-приключенческая повесть, написанная секретарём Костромского губкома РКП(б), прозаиком и сценаристом Павлом Бляхиным в 1921 году и впервые изданная в 1922 году. В дальнейшем многократно переиздавалась.
Повествует о приключениях ребят на фоне Гражданской войны, борьбе с войсками батьки Махно. Сюжет книги напоминает по жанру приключения «Капитана Сорви-головы» Луи Буссенара.
Книга стала популярной после экранизации первой части повести в 1923 году. Немой кинофильм «Красные дьяволята» стал одним из самых знаменитых и часто цитируемых произведений советского приключенческого кино.

## Создание
Автор так описывает историю написания книги:

Повесть «Красные дьяволята» была написана мною в 1921 году в вагоне-теплушке по дороге из Костромы в Баку. Вместо трёх дней я ехал ровно месяц. На самодельном столике наготове лежал маузер… Эта была одна из первых книг о гражданской войне.
Гражданская война подходила к концу, но грабежи и налёты бандитских шаек на поезда и продбазы продолжались. Нам не раз приходилось по тревоге хвататься за оружие и выскакивать из вагона. Поезда часто останавливались: не хватало топлива для паровозов, и пассажиры сами помогали добывать дрова, уголь. Страна изнемогала от голода, разрухи и болезней. Но советский народ терпеливо переносил все невзгоды и героически сражался с остатками интервентов и контрреволюции. Вместе со старшим поколением билась за власть Советов и наша молодёжь, юноши и девушки и даже дети-подростки. <…>
В 1920 году я не раз встречался с такими орлятами. Об их отваге и самоотверженности рассказывали поистине чудеса.
— П. Бляхин

## Сюжет
Повесть начинается с нападения бандитов на село Яблонное. В следующей сцене на возвращающихся из Екатеринослава кулака и его жену нападают двое грабителей в красных масках с белыми полосками и черными пятнами. Друг к другу они обращаются как Овод и Следопыт. Один из них на привале говорит о «бледнолицых», «томагавках» и «вигвамах». Двое юных грабителей Мишка и Дуняша — это дети Ивана Недоли из села Яблонного. Тот в 1914 году «бил немцев», а после Октябрьской революции вернулся с георгиевскими крестами и большевистскими газетами. Его детей прозвали «красными дьяволятами». Отец обучил их владению оружием. В сознании Миши и Дуняши борьба красных и белых наложилась на почерпнутую из книг войну Фенимора Купера краснокожих и бледнолицых. Врангель в их словоупотреблении был Черным Шакалом, Махно — Голубой Лисицей, а Будённый — Красным Оленем. Их старший брат Фёдор вернулся в село революционным матросом во главе отряда продразвёрстки, чем и вызвал нападение «бандитов» из отряда «батьки Махно».
Уцелевшие после разгрома и ожесточенные Мишка и Дуняша отправляются в расположение армии Будённого, которого автор сравнивает с гоголевским Тарасом Бульбой. Там «юных фантазёров» принимают в разведку. В селе «красные дьяволята» знакомятся с китайцем Ю-Ю, над которым издевались местные дети — «кулацкое отродье». Китаец был акробатом в цирке, но потом примкнул к армии Будённого. В боях 1919 года они заматерели и затем у них появилась возможность расквитаться с бандой Махно. Предводитель екатеринославских анархистов получает странное письмо от Следопыта, где содержатся такие слова: «Твой лохматый скальп скоро украсит вигвам Великого Вождя краснокожих воинов».
Оводу (Дуняше) удалось войти в доверие к Махно, прикинувшись сыном старшины Мельниченко. Но вскоре обман раскрывается, и «красная дьяволица» оказывается узницей Махно. Её уже собираются повесить в Чёрной Балке, как внезапно приходит помощь от Следопыта. Отстав в госпитале от армии Будённого, красные дьяволята присоединяются к партизанскому отряду Николая Цыбули и во время отражения атаки Махно на продовольственный склад Следопыт попадает в плен. Пьяные анархисты устраивают поединок красного дьяволёнка с казаком Битюком, из которого Следопыт выходит победителем. При конвоировании дьяволёнок вскакивает на коня и спасается бегством. Махно приходит в бешенство, казня на скорую руку сторожа и избивая попа Павсикакия. После разгрома атаман скрывается на мельнице, но там его и вяжут, накидывая мешок, красные дьяволята.

## Действующие лица
- юные разведчики, бойцы Первой Конной армии — Миша и Дуняша
- китаец Ю-Ю (в фильме 1923 года заменён на чернокожего уличного акробата Тома Джексона, так как на момент создания фильма у СССР были сложные отношения с Китаем. По той же причине в фильме «Неуловимые мстители» 1967 года, когда у СССР были сложные отношения и с США, и с Китаем, Тома Джексона заменили на Яшку-цыгана.)
- Батька Махно
- Будённый
- есаул
- бандиты

## Издания книги
- Красные дьяволята : Повесть / Павел Бляхин; [Худож. А. Дианов], 61 с. ил. 23 см, М. Современник 1982.
- Красные дьяволята : Повесть. Для сред. шк. возраста / Петр [!] Бляхин ; Пер. с рус. П. Дегтярев, 77 с. ил. 22 см, Киев, «Веселка». 1985.
- Красные дьяволята : Повесть : [Для мл. шк. возраста] / П. Бляхин ; Худож. В. Вторенко, 126,[1] с. ил. 20 см, Ростов н/Д Кн. изд-во. 1985.
- Красные дьяволята / П. Бляхин, 148,[2] с. цв. ил. 22 см, Петрозаводск, Карелия. 1986.
- Красные дьяволята : [Повесть. Для сред. и ст. шк. возраста] / Павел Бляхин; [Пер. с рус. А. Мкртчян], 109 с. 20 см, Ереван, Советакан грох. 1985.
- Красные дьяволята / Павел Бляхин; [Пер. с рус. Х. Вялипыллу], 197 с. 22 см, Таллин, Ээсти раамат. 1986.
- Красные дьяволята : [Повесть : Для мл. шк. возраста] / Павел Бляхин; [Худож. Т. В. Литвинова], 79,[1] с. ил. 20 см, Ставрополь. Кн. изд-во. 1987.
- Красные дьяволята / П. Бляхин, 319 с. ил. 21 см, Ярославль. Верх.-Волж. кн. изд-во. 1989.
- Красные дьяволята : Повесть : [Для мл. и сред. шк. возраста] / П. Бляхин ; Худож. В. И. Резчиков, И. В. Резчиков, 86,[2] с. цв. ил. 22 см, Калининград. Кн. изд-во. 1990.

## «Красные дьяволята» в искусстве

### Театральные постановки
- «Красные дьяволята» в 1963 году был поставлен в Рижском ТЮЗе.
- «Красные дьяволята» спектакль был поставлен режиссёром  П. А. Бляхиным в МДТ имени Н. В. Гоголя.

### Кинофильмы
- «Красные дьяволята» (1923)
- «Неуловимые мстители» (1967)
- «Новые приключения неуловимых» (1968)
- «Корона Российской империи, или Снова неуловимые» (1971)